# Рахматуллаєв Хамід Тургунович
Хамід Тургунович Рахматуллаєв (узб. Hamid Turgʻunovich Rahmatullayev; нар. 28 січня 1942, Ташкент, Узбецька РСР — пом. 17 квітня 1978, Ташкент, Узбецька РСР) — радянський узбецький футболіст, нападник. Майстер спорту СРСР, заслужений тренер Узбецької РСР (1972).

## Життєпис
1960 року закінчив третій випуск футбольної школи «Пахтакор» (Ташкент). У чемпіонаті СРСР дебютував 1 жовтня 1960 року. 1963 рік пропустив через травму. Завершив виступи 1970 року, всього у 192 матчах відзначився 20-ма голами, був капітаном команди. З 1972 року працював у клубі начальником команди та тренером.
Фіналіст Кубку СРСР 1967/68.
Загинув в автокатастрофі 1978 року, похований на центральній частині цвинтаря «Кукча».
2011 року вийшла книга Володимира Сафарова «Хамід Рахматуллаєв — узбецький Пеле».
Ім'ям Хаміда Рахматулаєва в Шайхантахурському районі Ташкента неподалік стадіону «Пахтакор» названо вулицю, відкрито меморіальну дошку.
Син Сардор Рахматуллаєв — генеральний секретар футбольної асоціації Узбекистану, віцепрезидент (2010—2017).